# Großer Reffenkopf
Der Große Reffenkopf ist ein vollständig bewaldeter, 297,9 m ü. NHN hoher Berg südöstlich von Büdingen im hessischen Wetteraukreis. 

## Lage
Der Berg liegt im Süden der Gemarkung Büdingen, 2 km östlich von Vonhausen (Stadtteil von Büdingen) und 1,5 km nördlich von Hain-Gründau (Ortsteil der Gemeinde Gründau, im Main-Kinzig-Kreis). Die Grenze zwischen Wetteraukreis und Main-Kinzig-Kreis verläuft zwischen dem Berg und dem Dorf Hain-Gründau. 
Der Berg liegt am östlichen Rand der Wetterau im Westen des Naturraums Büdinger Wald (Haupteinheit 143), einem weitgehend noch in seinen historischen Grenzen bestehenden Waldgebiet, das seit dem Mittelalter über rund 500 Jahre die Grafen und späteren Fürsten zu Isenburg und Büdingen als Reichslehen des alten Deutschen Reiches innehatten. 

## Verkehr
Ein westlicher Ausläufer des Großen Reffenkopfs, der hier die Wasserscheide zwischen Seemenbach und Gründau darstellt, wird vom 1868 bis 1870 gebauten Büdinger Tunnel unterquert, einem von zwei Tunneln der Bahnstrecke Gießen–Gelnhausen („Lahn-Kinzig-Bahn“).
Die Bundesstraße 457 verläuft in Nord-Süd-Richtung westlich am Berg vorbei, ebenso der Abschnitt Büdingen–Gelnhausen der Lahn-Kinzig-Bahn.
Die Altstraße Via Regia, ab dem 14. Jahrhundert als Hohe Straße bezeichnet, verlief im Abschnitt von Frankfurt nach Fulda durch den Büdinger Wald und wurde dort Reffenstraße oder auch Reffenweg genannt, vermutlich da sie dort als erste Anhöhe auf den Großen Reffenkopf traf und an dessen Hängen in den Büdinger Wald hineinführte.

## Bergbau
Mindestens seit 1610 und mit Unterbrechungen bis in das 19. Jahrhundert wurden an der südlichen und westlichen Flanke des Berges zahlreiche Kupfergruben betrieben, siehe dazu: Bergbau bei Hain-Gründau.